# Bentivoglio (Emilia-Romagna)
Bentivoglio (emilián nyelven Bäntvói) település Olaszországban, Emilia-Romagna régióban, Bologna megyében. Lakosainak száma 5704 fő (2023. január 1.). Bentivoglio Argelato, Malalbergo, Minerbio, San Giorgio di Piano, Granarolo dell’Emilia, Castel Maggiore és San Pietro in Casale községekkel határos.

## Népesség
A település népességének változása:
| Lakosok száma | 4557 | 5513 | 5704 |
|               | 2001 | 2018 | 2023 |